# Jacob van Schuppen
Jacob o Jacques van Schuppen (Fontainebleau, 26 gennaio 1670 – Vienna, 29 gennaio 1751) è stato un pittore francese di origine fiamminga, attivo soprattutto in Austria.

## Biografia

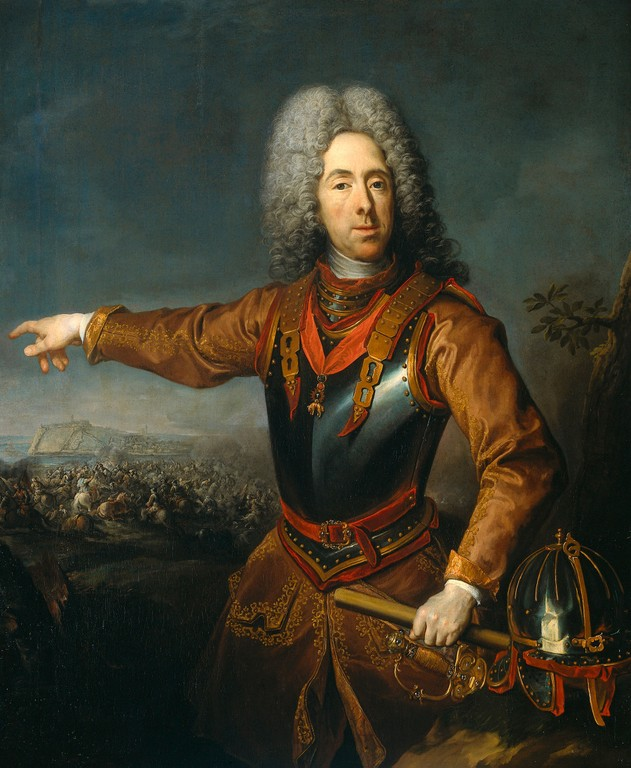
Il Principe Eugenio di Savoia (1718)

Figlio di Pieter van Schuppen e di Elisabeth de Mesmaker, fu allievo del padre e dello zio Nicolas de Largillière. Operò inizialmente a Parigi, dove divenne membro dell'Accademia reale di pittura e scultura, poi per un breve periodo, a Lunéville nel 1719, presso la corte ducale di Lorena ed infine a Vienna fino al 1751, come pittore di corte. Nel 1726 fu nominato dall'imperatore Carlo VI direttore dell'Accademia che costituì secondo il modello dell'Accademia reale di pittura e scultura a Parigi. Furono suoi mecenati il principe Eugenio di Savoia e il conte Gundacker Althan.
Si dedicò principalmente alla pittura di genere, rappresentò soggetti mitologici, cristiano-religiosi e dipinse ritratti. Fu noto soprattutto come ritrattista.
Si formarono alla sua scuola Christian Hilfgott Brand, Carl Heinrich Brand e, dopo il 1730, Adam Friedrich Oeser.

## Alcune opere
- Autoritratto davanti al cavalletto, olio su tela, 153 x 117 cm, 1718, Akademie der bildenden Künste, Vienna[7]
- Autoritratto, olio su tela, 148 x 114 cm, Collezione privata[4]
- Ritratto del pittore di battaglie Ignace Jacques Parrocel[8]
- Ritratto di uomo che scrive[8]
- San Luca esegue il ritratto della Vergine, Chiesa di San Carlo Borromeo, Vienna[3]
- Il Principe Eugenio di Savoia a cavallo, olio su tela, Galleria Sabauda, Torino
- Ritratto del Principe Eugenio di Savoia, olio su tela, 146 × 119 cm , 1718, Rijksmuseum, Amsterdam[9]
- Il chitarrista, olio su tela, 90,2 × 117,5 cm, 1700 circa, Walker Art Gallery, Liverpool[10]